# Minnesota Lynx 2019
La stagione 2019 delle Minnesota Lynx fu la 21ª nella WNBA per la franchigia.
Le Minnesota Lynx arrivarono quarte nella Western Conference con un record di 18-16. Nei play-off persero al primo turno con le Seattle Storm (1-0).

## Roster
| N° | Naz.                   | Ruolo | Sportivo          | Anno | Alt. | Peso |
| -- | ---------------------- | ----- | ----------------- | ---- | ---- | ---- |
| 0  | Stati Uniti (bandiera) | A     | Karima Christmas  | 1989 | 183  | 95   |
| 1  | Stati Uniti (bandiera) | G     | Odyssey Sims      | 1992 | 173  | 74   |
| 3  | Stati Uniti (bandiera) | G     | Danielle Robinson | 1989 | 175  | 58   |
| 4  | Stati Uniti (bandiera) | G     | Lexie Brown       | 1994 | 175  | 72   |
| 7  | Cina (bandiera)        | A     | Shao Ting         | 1989 | 185  | 77   |
| 8  | Australia (bandiera)   | A     | Stephanie Talbot  | 1994 | 188  | 79   |
| 10 | Stati Uniti (bandiera) | A     | Jessica Shepard   | 1996 | 191  | 90   |
| 12 | Stati Uniti (bandiera) | A     | Jillian Alleyne   | 1994 | 188  | 88   |
| 14 | Regno Unito (bandiera) | C     | Temi Fagbenle     | 1992 | 193  | 89   |
| 15 | Stati Uniti (bandiera) | G     | Kenisha Bell      | 1996 | 178  | 66   |
| 21 | Canada (bandiera)      | GA    | Bridget Carleton  | 1997 | 185  | 88   |
| 24 | Stati Uniti (bandiera) | G     | Napheesa Collier  | 1996 | 188  | 83   |
| 31 | Stati Uniti (bandiera) | A     | Asia Taylor       | 1991 | 185  | 76   |
| 33 | Stati Uniti (bandiera) | G     | Seimone Augustus  | 1984 | 183  | 81   |
| 34 | Stati Uniti (bandiera) | C     | Sylvia Fowles     | 1985 | 198  | 94   |
| 81 | Stati Uniti (bandiera) | C     | Alaina Coates     | 1995 | 193  | 103  |
| 92 | Brasile (bandiera)     | A     | Damiris           | 1992 | 191  | 93   |

## Staff tecnico
- Allenatore: Cheryl Reeve
- Vice-allenatori: Shelley Patterson, Walt Hopkins, Plenette Pierson
- Preparatore atletico: Chuck Barta
- Assistente preparatore atletico: Kate Taber